# パイパー・アルファ
パイパー・アルファ (Piper Alpha) はオクシデンタル・ペトロリウムによって操業されていた北海の石油生産プラットフォームである。
1976年に石油生産を開始し、後に天然ガスも生産するよう改造された。北海における石油・天然ガス生産の約10%を担っていたが、1988年の7月6日に爆発・火災が発生して167人が死亡した。これは海上油田における史上最悪の事故である。

## パイパー油田
1972年にOPCALジョイントベンチャーの母体となった4社が、北緯58度28分、東経0度15分における石油探査の許可を取得し、同年あるいは次の年にパイパー油田を発見した。プラットフォーム、パイプライン、陸上設備を建設し、1976年には日量約25万バレルでの生産を開始、後には日量30万バレルまで生産量を増加した。1980年には天然ガス回収設備が設置された。しかし1988年には生産量は日量12万5千バレルまで低下していた。OPCALはパイパー、クレモア、タータンの各油田のプラットフォームからの石油を処理するためにオークニー諸島のフロッタ島に石油基地を建設した。直径30インチ（76.2cm）の主石油パイプライン1本がパイパー・アルファからフロッタまでの206kmを結び、30kmほど西にあるクレモアからのパイプラインが途中に接続していた。タータンからの石油はクレモアを経由してフロッタまでの主パイプラインに送られていた。それに加えて、パイパーからタータンへ、そしてパイパーからその北西約50kmにあるコンプレッサプラットフォームMCP-01への直径46cmのガスパイプラインが2本設置されていた。

## 構造

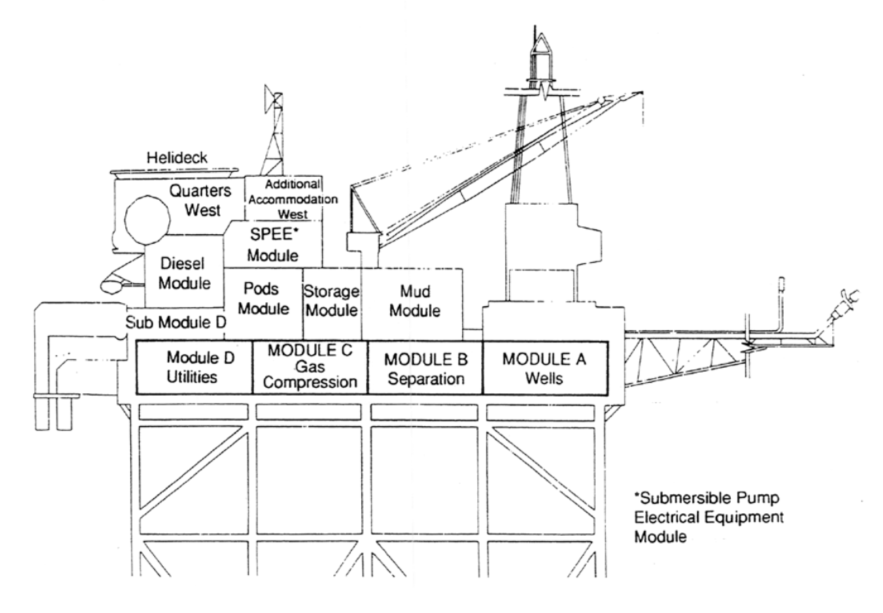
西側から見たパイパー・アルファの構造図。ヘリポートは左上にある

大型の固定プラットフォームであるパイパー・アルファは、アバディーンの北東約193kmにある水深144mの海上に位置し、防火壁で区画された4つのモジュールで構成されていた。安全上の考慮により危険な工程は人員を配置する場所から離れて行われるよう各モジュールは設計されていた。しかし、天然ガス生産のための改造の際に、コントロールルームに隣接する場所にガスコンプレッサを設置するなど安全上の原則が無視されたことが事故の要因となった。パイパー・アルファは3本のパイプラインによって24本の油井で生産される原油と天然ガスをフロッタ石油基地などに送っていた。プラットフォームの定員は約240名であった。

## 火災事故
1988年7月6日の火災事故により、当時プラットフォームにいた229人のうち167人が死亡し、生存者はわずか61人であった（30名の遺体は発見できず）。死者の大半は居住区画に留まったため煙とガスを吸ったことによるもので、焼死、転落死は少数であった。さらに、救助隊員2名も巻き込まれて死亡した。

### 事故の経過
プラットフォームにはコンデンセート（天然ガスに含まれる液体炭化水素）を送るためのポンプが2基設置されていてそれぞれA、Bと呼ばれていた。7月6日にはポンプAの隔週の点検が計画されていたが作業は始まっていなかった。しかしポンプAの安全弁は取り外され、配管に仮設の板による蓋がなされていた。ポンプAは使用可能な状態にないので決して起動してはならないことを担当の技術者は書類に記入した。
一般的な海上プラットフォームと同様パイパー・アルファは自動消火設備を持っていて、火災時にはディーゼルエンジン駆動のポンプが自動起動して消火用の海水をくみ上げるようになっていた。ただしダイバーがポンプの近くで作業する際には、ポンプは一ヶ所の手動スイッチから起動するように切り替えられる。他のプラットフォームでは、ダイバーがポンプの近くで作業するときのみ、吸い込み事故を防ぐために手動スイッチに切り替えられるようになっていた。しかし、パイパー・アルファでは、ダイバーが海中にいる時は作業場所に関わらずポンプを手動スイッチに切り替えるよう定められていた。これにより7月6日には消火設備は手動で起動するようになっていた。
以下、事故の経緯を時系列で示す。
- 18:00 管理者が忙しそうだったので、技術者はポンプAの状態について直接報告せず、コントロールルームにメモを置いただけで帰ってしまった。不幸なことにそのメモは紛失し、ポンプAの点検が未開始であるとの別の書類だけが残った。

- 21:45 コンデンセートポンプBが突然停止し、再起動にも失敗した。これは、ポンプの不具合により発生したガスハイドレートがポンプを塞いだためである。不幸なことに、不凍液の注入によりハイドレートを溶かすメタノールインジェクションシステムも故障していた。

- 21:52 コンデンセートポンプAの点検に関する書類が見つかったが、安全弁を取り外しているため決して起動してはならないと記した書類は見つからなかった。これは、ポンプと安全弁は離れた場所にあり、書類が場所別に整理されたファイルの別の場所に入っていたからである。重要な部品が取り外されていたことを知っているものはその場にはいなかった。責任者は、書類からポンプAを起動してよいと判断した。安全弁の代わりに付けられていた蓋は数メートルの高さにあり、機械の陰になっていたため誰も気付かなかった。

- 21:57 ポンプAのスイッチが入れられた。ポンプの圧力によって安全弁の場所にあった蓋は破損した。

高圧のガスが音を立てて噴出したことに何人かが気付いたが、対応する間もなくガスは引火爆発した（発火源は不明）。爆発によっておそらく2人が即死し防火壁が吹き破られた。管理者は緊急停止ボタンを押して海中への配管にある大型のバルブを閉じ石油と天然ガスの生産を停止した。
理屈の上ではプラットフォームは石油とガスから遮断され火災は全体には広がらないはずであった。しかし、プラットフォームは元々石油生産のために建設されたものだったので、防火壁はガスの爆発に耐えられるものではなかった。火災は防火壁を超えて延焼し石油配管を損傷した。さらに悪いことに、プラットフォームの床は鉄格子でできていたが、おそらく素足で歩けるようにとゴムマットが引かれていたために原油が溜まったことが火災の規模を大きくした。
- 22:04 コントロールルームが破壊され、避難を指示する立場にある人員の大半が死亡した。

災害時に集合することになっていた救命ボートへは火のために行けなかった。人々は代わりにヘリポートの下にある耐火居住区画に集まった。しかし風、火、煙のため救助用ヘリコプターは着陸できなかった。避難の指示はなく、煙の居住区画への侵入が始まった。
二人の勇敢な男が保護具を付けてデッキの下にある消火用水ポンプのところに行って消火設備を働かせようとした。しかし彼らは失敗して行方不明となった。
他のプラットフォームからパイプラインで送られた原油がパイパー・アルファの配管損傷部から噴出し、文字通り火に油を注ぐこととなった。クレモアプラットフォームは2回目の爆発まで石油を送り続けた。これは会社が停止を許可しなかったからである。タータンプラットフォームも上司の指示に従って石油を送っていた。このような判断をしたのは、操業を一度停止すると再稼動に数日を要し、大きな経済的損失が出るからであった。
- 22:20 タータンからのガスパイプラインが溶融し破裂した。毎秒3トンのガスが噴出し点火した。パイパー・アルファからは巨大な火炎が立ち上った。

- 22:30 大型消防用プラットフォームのタロスがパイパー・アルファに横付けされた。タロスから避難通路を30m伸ばしてデッキに到達しようとしたが、22:50には間に合わなかった。タロスからの放水により、居住区画の上のヘリポートまでたどり着けた人や、ロープで北海まで下りた人達はヘリコプター、高速救助艇により救出された。プロペラにロープが絡んで動けなくなった改造補給船サンドヘイブンが炎上し、船長を除く乗員2名と生存者1名が死亡した。

- 22:50 2本目のガスパイプラインが破裂して火勢はさらに強まり、火炎の高さは90mに達した。タロスも機械や鉄構の一部が溶け始め、現地から離れることを余儀なくされた。この爆発の後にクレモアはようやく石油の送出を停止した。残された人々は、火の迫る居住区画に留まるか、ロープを伝って60m下にある北海に身を投じるしかなかった。

- 23:50 居住区画を含むモジュールが海中に崩落し、他の部分もそれに続いた。モジュールAの残骸のみ残っていたが、翌1989年3月に崩落した。

パイパー・アルファには、7月22日にようやく新たなバルブが取り付けられて閉鎖された。
1988年後半に海底から崩落した居住区画が引き上げられ、87名の遺体が発見された。

## 事故の影響

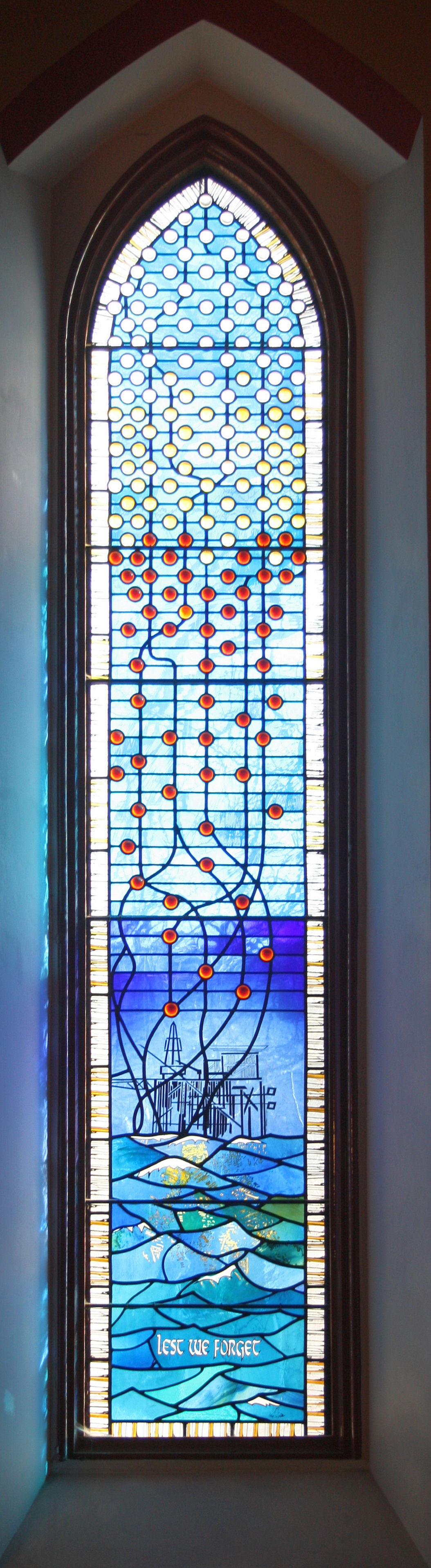
アバディーンのフェアリーヒル教会にあるパイパーアルファの事故犠牲者を追悼するステンドグラス

事故後の調査で、情報伝達の瑕疵、防火壁の不十分さ、ガスラインを閉鎖し消火ポンプを作動させる安全システムの欠如、従業員の非常口がほとんどなかったことが指摘され、以降のガス田のプラットフォームの安全基準が大幅に改善される契機となった。
この事故は、事故現場からの原油流出、近辺の油田の採掘中断など大きな影響を与えた。1992年に、パイパー・アルファから120メートル離れた地点に新たな油田「パイパー・ブラボー」が開発され、翌1993年から操業を開始した。パイパー・アルファのあった地点にはブイが設置されている。

## 映像化
ナショナルジオグラフィックの『衝撃の瞬間』シリーズ2で映像化されている。